# تايلر بلانت
تايلر بلانت (بالإنجليزية: Tyler Plante)‏ هو لاعب هوكي الجليد كندي وأمريكي، ولد في 17 مايو 1987 في ميلواكي في الولايات المتحدة.

## وصلات خارجية
- تايلر بلانت على موقع دوري الهوكي الوطني (الإنجليزية)
- تايلر بلانت على موقع EliteProspects.com (الإنجليزية)
- تايلر بلانت على موقع HockeyDB.com (الإنجليزية)